# 高階村 (石川県)
高階村（たかしなむら）は、石川県鹿島郡にあった村。現在の七尾市高階地区。

## 概要
1889年（明治22年）に鹿島郡町屋村、池崎村、西三階村、東三階村、温井村、盤若野村及び満仁村を廃し、その区域をもって鹿島郡高階村を設置する（各旧村は、大字となる）。初代村長は野村謙三、役場所在地は町屋。農林業が主要産業である一方で、瓦、筵、織物の生産も盛んだった。1954年（昭和29年）に鹿島郡北大呑村、南大呑村、崎山村及び高階村を廃し、その区域を七尾市に編入する。

## 人口
人口
- 1945名（明治22年）
- 1784名（大正9年）
- 2177名（昭和28年）

世帯数
- 333世帯（明治22年）
- 332世帯（大正9年）
- 420世帯（昭和28年）

## 大字
成立時は、旭を除く7つの大字から編成されていたが、1954年（昭和29年）に旭が加わった。なお、下記で（）内の世帯数と人口は1889年（明治22年）当時のものである。
- 町屋（まちや）-29世帯、158名
- 池崎（いけざき）-82世帯、453名（小字：上手、下手、門前出、向出）
- 西三階（にしみかい）-73世帯、393名（小字：上手、下手）
- 東三階（ひがしみかい）-42世帯、345名（小字：谷内）
- 温井（ぬくい）-20世帯、115名
- 盤若野（はんにゃの）-45世帯、250名（小字：他村出）
- 満仁（まに）-42世帯、231名
- 旭（あさひ）

## 歴史
- 1889年（明治22年）

4月 - 町村制の施行により、鹿島郡高階村を設置する。
- 1892年（明治25年）

- 西三階の漆沢の池で堤防工事中に崩落事故が発生。死者6名。明治26年に同堤防上に慰霊碑が建立される。
- 1921年（大正10年）

6月 - 町屋に高階尋常小学校校舎落成。
- 1926年（大正15年）

10月 - 西三階に漆沢の池を称える治水功績碑を建立。
- 1932年（昭和7年）

2月 - 町屋のえぼ池に初代村長・野村謙三の功績碑を建立。
- 1944年（昭和19年）

- 字池崎の区域一部及び字東三階の区域の一部（後の旭の区域）に3戸が入植。1946年（昭和21年）にさらに17戸が入植。
- 1947年（昭和22年）

- 字池崎の区域の一部及び字直津（ただつ）の区域の一部（後の青山町の区域）に開拓団が入植。
- 1954年（昭和29年）

3月 -  鹿島郡北大呑村、南大呑村、崎山村及び高階村を廃し、その区域を七尾市に編入する。
旧高階村の字の区域はそれぞれ町屋町、池崎町、西三階町、東三階町、盤若野町、温井町及び満仁町に設定する（同年1月に字池崎の区域一部及び字東三階の区域の一部を字旭を設定する。同年5月に旧高階村字旭の区域を旭町に設定する。又、旧高階村字池崎の区域の一部及び字直津（ただつ）の区域の一部を青山町に設定する）。